# Daxue Shan
Daxue Shan (chiń. upr. 大雪山山脉; chiń. trad. 大雪山山脈; pinyin Dàxuěshān Shānmài) – pasmo górskie w południowo-zachodnich Chinach, w prowincji Syczuan, najwyższe w Hengduan Shan. Rozciąga się na długości ok. 200 km, najwyższym szczytem jest Gongga Shan (7556 m n.p.m.). Porośnięte jest lasami iglastymi i górskimi stepami. W najwyższych partiach występują lodowce górskie.